# Bachelor Party
Bachelor Party é um filme de comédia de 1984, dirigido por Neal Israel, escrito por Israel e Pat Proft, e estrelado por Tom Hanks, Adrian Zmed, William Tepper e Tawny Kitaen. O filme narra uma despedida de solteiro sendo lançada por um grupo de amigos para seu amigo Rick Gassko (Hanks) na véspera de seu casamento e se ele pode ou não resistir à tentação de ser infiel a sua noiva Debbie (Kitaen). O filme apesar de estar classificado como impróprio para menores de 12 anos no Brasil, em diversas partes do mundo, como Canadá e Argentina é considerado impróprio para menores de 18.
As origens do filme vieram de uma despedida de solteiro promovida pelo produtor Ron Moler e um grupo de amigos do produtor Bob Israel. Na verdade, vários membros do elenco e da equipe envolvidos na produção do filme estavam na festa quando a ideia começou a tomar forma. O filme foi feito na sequência do sucesso do filme Police Academy.
Análises para Bachelor Party foram mistas, mantendo uma classificação de 54% em Rotten Tomatoes com base em 26 comentários. Enquanto alguns críticos apreciavam o humor, outros achavam que era vulgar e gratuito. Ambos os críticos de cinema Roger Ebert e Janet Maslin recomendaram o filme, mas tinha reservas sobre certos aspectos, chamando-o "imaturo" e "não um grande filme". O comediante Paul Scheer foi registrado em várias ocasiões com sua crença de que a carreira de Tom Hanks não começou até este filme.
Vinte e quatro anos depois de Bachelor Party ter sido lançado, em 2008, a 20th Century Fox Home Entertainment produziu uma sequência diretamente para o DVD chamada Bachelor Party 2: The Last Temptation. Em 21 de outubro de 2014, foi divulgado que a American Broadcasting Company estaria desenvolvendo um programa de TV inspirado no filme.

## Sinopse
Rick Gassko (Tom Hanks) decide se casar com sua namorada, Debbie Thompson (Tawny Kitaen). Só que antes disso, seus amigos decidem dar uma festa de despedida de solteiro para o amigo, que prometeu não trair sua noiva.
Uma das cenas mais notórias do filme é quando, por tanto usar drogas como sedativos e cocaína um burro sofre uma overdose.

## Elenco
- Tom Hanks como Richard Ernesto "Rick" Gassko
- Tawny Kitaen como Deborah Julie "Debbie" Thompson
- Adrian Zmed como Jay O'Neill
- George Grizzard como Ed Thompson
- Barbara Stuart como Mrs. Thompson
- Robert Prescott como Cole Whittier
- William Tepper como Dr. Stanley "Stan" Gassko
- Wendie Jo Sperber como Dr. Tina Gassko
- Barry Diamond como Rudy
- Tracy Smith como Bobbi
- Gary Grossman como Gary
- Michael Dudikoff como Ryko
- Gerard Prendergast como Mike
- Deborah Harmon como Ilene
- Kenneth Kimmins como gerente do Parkview Hotel
- Rosanne Katon como prostituta de chá de panela
- Christopher Morley como She-Tim
- Brett Baxter Clark como Nick (creditado como Brett Clark)
- Monique Gabrielle como Tracey (nua)
- Angela Aames como Mrs. Klupner
- Hugh McPhillips como Padre O'Donnell
- Billy Beck como paciente
- Milt Kogan como cliente do restaurante
- Pat Proft como homem recém-casado
- Tad Horino como empresário japonês
- Toni Alessandrini como Miss Desiree, dançarina exótica com Max the Magical Sexual Mule
- Bradford Bancroft como Brad

## Trilha sonora
O álbum da trilha sonora de Bachelor Party foi lançado em 1984 pela I.R.S. (remasterizado e relançado em 2003 pela Superfecta Recordings).
Lado um
1. "American Beat '84" – The Fleshtones (3:28)
2. "Something Isn't Right" – Oingo Boingo (3:42)
3. "Crazy Over You" – Jools Holland (2:59)
4. "Little Demon" – Adrian Zmed, Alex Carlin, Tommy Dunbar, John Seabury,  (3:21)
5. "Wind Out" – R.E.M. (1:58)

Lado dois
1. "Bachelor Party Theme" – Oingo Boingo (3:49)
2. "What Kind of Hell" – The Alarm (2:43)
3. "Alley Oop" – Darlene Love (3:57)
4. "Why Do Good Girls Like Bad Boys?" – Angel and the Reruns (2:10)
5. "Dream of the West" – Yip Yip Coyote (3:07)

O filme também apresenta músicas:
- "Dance Hall Days" – Wang Chung
- "Rehumanize Yourself" – The Police
- "Nature Took Over" – Angel and the Reruns
- "Gotta Give a Little Love" – Timmy Thomas
- "Prepare to Energize" – "Torch Song"
- "Who Do You Want to Be" – Oingo Boingo
- "Hall of Fame" – The Fleshtones